# كأس العالم للسيدات 2011
بطولة كأس العالم لكرة القدم للسيدات 2011 كانت البطولة السادسة من بين بطولات كأس العالم للسيدات، والتي تقام كل أربع سنوات. أقيمت في ألمانيا ما بين 26 يونيو و 17 يوليو 2011 ألمانيا التي فازت بطلب استضافة البطولة في أكتوبر 2007.
فاز اليابان بلقب البطولة بعد تغلبه على الولايات المتحدة بركلات الترجيح بعد الوصول إلى نتيجة تعادل 2-2 بعد الأشواط الإضافية.
ستة عشر منتخب شارك في نهائيات كاس العالم. حاملة اللقب مرتين متتاليتين منتخب ألمانيا تأهل إلى البطولة تلقائياً. المنتخبات الأخرى تأهلت عن طريق التصفيات في اتحاداتهم القارية، والتي جرت منافساتها في 2009 و 2010.

## اختيار البلد المستضيف

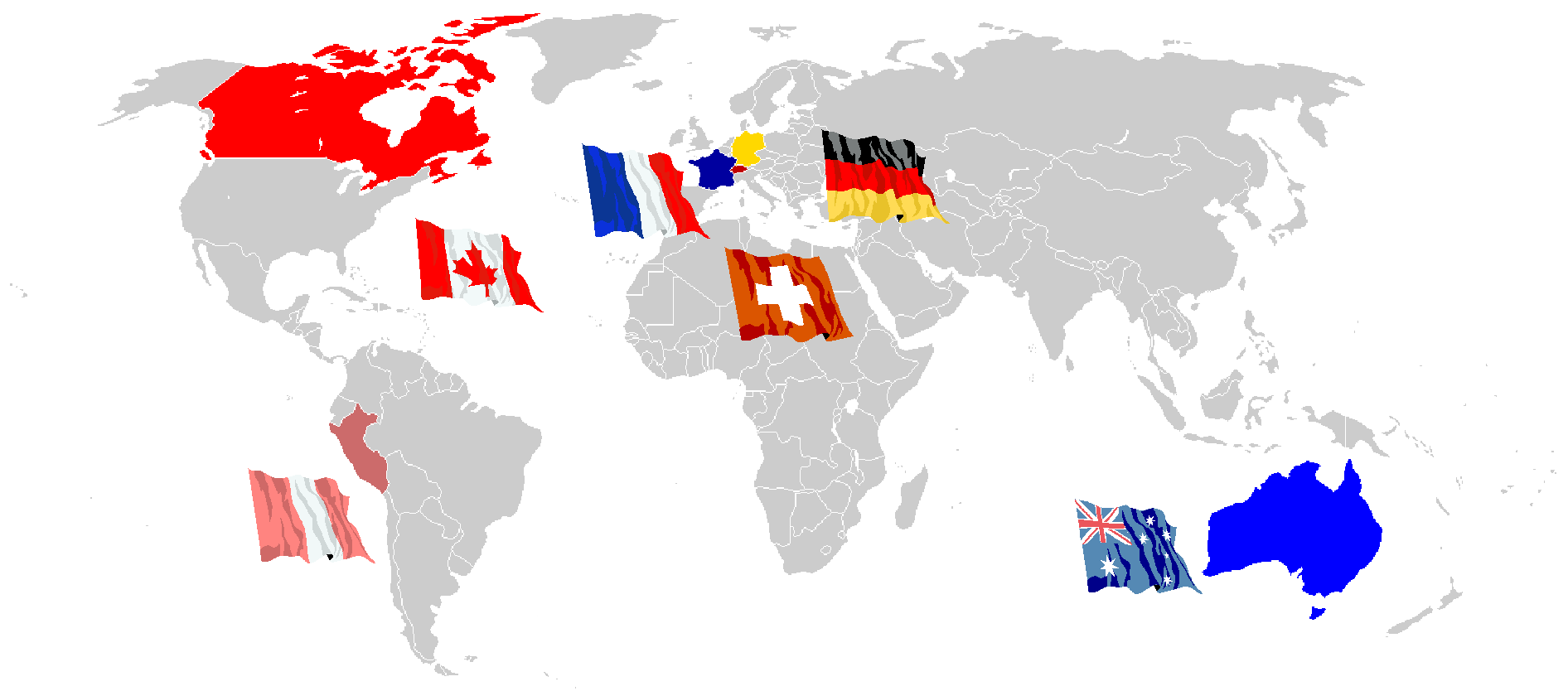
البلدان الست التي كانت المرشحة

ستة دول، أستراليا، كندا، فرنسا، ألمانيا، بيرو وسويسرا ابدوا رغبتهم في استضافة كأس العالم للسيدات 2011. في 26 يونيو 2006 أعلن الاتحاد الألماني لكرة القدم بانه يامل باستضافة البطولة، بعد تعهد من المستشارة الألمانية أنغيلا ميركل تقديم الدعم الكامل لمحاولة محتملة. جميع الدول الست أعلنت رسميا استعدادها لاستضافة المسابقة في 1 مارس 2007 وأقرت الموعد النهائي لتقديم العطائات عزمهم من قبل الفيفا في 3 مايو 2007.
ملفات العروض المقدمة تم تسليمها قبل 1 أغسطس 2007. سويسرا اعلنت انسحابها من السباق في 29 مايو 2007، يذكر ان أوروبا تركزت كثيراً على فرنسا وألمانيا وبدى ان محوالة ثالثة كانت ستكون بلا جدوى. في 1 أغسطس، إنسحبت فرنسا، ورد في مقابل الحصول على دعم من فرنسا لألمانيا لسعيها لاستضافة كأس الأمم الأوروبية عام 2016. بعدها إنسحبت أستراليا (12 أكتوبر 2007) والبيرو (17 أكتوبر 2007) انخفض عدد المرشحين للخروج من السباق أيضا، تاركين فقط كندا وألمانيا في المنافسة النهائية. في 30 أكتوبر 2007، صوتت اللجنة التنفيذية في الفيفا في زيورخ لصالح ألمانيا لتكون البلد المستضيف البطولة كأس العالم للسيدات السادسة.

## الملاعب
المباريات ستقام في 9 مدن وملاعب والمبارة الافتتاحية ستلعب في برلين بالملعب الإوليمبي.
|                                                                              |                                                                             |                                                                        |
|                                                                              |                                                                             |                                                                        |
| إمبولز آرينا الموقع: آوغسبورغ السعة: 25.579 النادي: آوغسبورغ إف سي           | الملعب الإوليمبي الموقع: برلين السعة: 74.244 النادي: هرتا برلين             | روخر ستاديون الموقع: بوخوم السعة: 23.000 النادي: نادي بوخوم            |
|                                                                              |                                                                             |                                                                        |
| رودولف هاربيغ ستاديون الموقع: دريسدن السعة: 27.190 النادي: دينامو دريسدن     | كوميرتسبنك أرينا الموقع: فرانكفورت السعة: 49.240 النادي: آينتراخت فرانكفورت | باي أرينا الموقع: ليفركوزن السعة: 30,000 النادي: باير ليفركوزن         |
|                                                                              |                                                                             |                                                                        |
| بوروسيا بارك الموقع: مونشنغلادباخ السعة: 46.297 النادي: بوروسيا مونشنغلادباخ | راين نيكر أرينا الموقع: سينسهايم السعة: 25.641 النادي: نادي هوفينهايم       | فولكسفاجن أرينا الموقع: فولفسبورغ السعة: 30.000 النادي: نادي فولفسبورغ |

## الفرق والتصفيات
الفيفا كان يريد طرح زيادة الفرق المشاركة من 16 إلى 24 ليعكس تزايد شعبية كرة القدم العالمية للمرأة وكأس العالم للسيدات. لكن، في 14 مارس 2008، قررت اللجنة التنفيذية للفيفا للحفاظ على عدد المشاركين كما هو، قلق من أن أكثر الفرق سوف تضعف نوعية اللعب. فكرة مشاركة 20 فريق كانت موجودة، وقد نوقشت من قبل، وقد حكمت من قبل لتكون مستحيلة لتنفيذ اثنين من حيث التخطيط أساسياً والخدمات اللوجستية. خلال كأس العالم للسيدات 2007، اقترح رئيس الفيفا جوزيف بلاتر مرة أخرى زيادة عدد الفرق المشاركة، على الرغم من عدم التشكيك في هذا الاقتراح. وعلى على النقاش الدائر حول انتصار ألمانيا 11-0 على الأرجنتين في المباراة الافتتاحية لبطولة عام 2007 تسبب في النقاش الدائر حول ما إذا كانت هناك 24 فرق وطنية على مستوى مماثل.
تصفيات البطولة بدأت في يوليو 2009. بوصفها البلد المضيف، ألمانيا قد ضمنت مكان في النهائيات، اما الفرق الباقية فعليها التأهل من بوابة اتحادات القارية. الفرق الأوروبية الأخرى قد في مجموعات مقسمة إلى ستة وخمسة فرق، من هذه سوف يتأهل أفضل فرق المجموعات إلى الدور الاقسائي وبعدها إلى النهائيات. وقد أشارت جميع الاتحادات الأخرى بانها سوف تستخم بطولاتها كتصفيات مؤهلة (كأس آسيا لكرة القدم للسيدات، بطولة أفريقيا لكرة القدم للسيدات، بطولة أوقيانوسيا للسيدات لكرة القدم، بطولة أوقيانوسيا للسيدات لكرة القدم، بطولة أمريكا الجنوبية للسيدات وكأس الكونكاكاف الذهبية للسيدات) لتحديد المشاركين.

### قائمة الفرق المتأهلة
| الاتحاد الآسيوي (3) - أستراليا - اليابان - كوريا الشمالية الاتحاد الأفريقي (2) - غينيا الاستوائية - نيجيريا اتحاد أمريكا الشمالية (3) - كندا - المكسيك - الولايات المتحدة | اتحاد أمريكا الجنوبية (2) - البرازيل - كولومبيا اتحاد أوقيانوسيا (1) - نيوزيلندا الاتحاد الأوروبي (5) - إنجلترا - فرنسا - ألمانيا (مستضيفة) - النرويج - السويد |

كولومبيا وغينيا الاستوائية جعلوا هذه أول ظهور لهم في كأس العالم لكرة القدم للسيدات. البرازيل، ألمانيا، اليابان، نيجيريا، النرويج، السويد والولايات المتحدة حافظوا على مشاركاتهم الممتالية في جميع بطولات كأس العالم، في حين فشلت الصين في التأهل للمرة الأولى في تاريخه.

## البطولة والمباريات
سوف تقام القرعة النهائية للمسابقة في 29 نوفمبر 2010 في فرانكفورت.
- أعلنت اللجنة التنفيذية في الفيفا عن تصنيف الفرق لموعد القرعة:[9]

| فئة 1                                                               | فئة 2                                      | فئة 3                                             | فئة 4                              |
| ------------------------------------------------------------------- | ------------------------------------------ | ------------------------------------------------- | ---------------------------------- |
| ألمانيا (A1) · اليابان (B1) · الولايات المتحدة (C1) · البرازيل (D1) | أستراليا · كوريا الشمالية · كندا · المكسيك | نيجيريا · غينيا الاستوائية · نيوزيلندا · كولومبيا | إنجلترا · فرنسا · السويد · النرويج |

### معايير كسر التعادل
ترتيب الفرق المشاركة في المجموعات سيكون على النحو التالي:
- النقاط التي تم الحصول عليها.
- فارق الأهداف المسجلة والمتلقاة لكل فريق.
- أكثر الفرق تسجيلا للأهداف.

في حال استمرار التعادل بين فريقين أو أكثر، يكون الترتيب على النحو التالي: 
- النقاط التي حصل عليها الفريق في المباريات بين الفرق المعنية.
- فارق الاهداف الناتجة عن مباريات المجموعة بين الفرق المعنية.
- أكبر عدد من الأهداف المسجلة في جميع مباريات المجموعة بين الفرق المعنية.
- سحب القرعة من قبل اللجنة المنظمة للفيفا.

### درو المجموعات
في الجداول التالية:
- لعب = مجموع المباريات الملعوبة
- ف = مجموع مباريات فوز
- ت = مجموع مباريات تعادل (خرج متعادل)
- خ = مجموع مباريات خسارة
- له = مجموع أهداف سجل (أهداف لصالحه)
- عليه = مجموع أهداف سـُجل في مرماه (أهداف ضده)
- فرق = فرق الأهداف (له−عليه)
- نقط = النقاط المحصول عليها

الفرق المرتبة في الأول والثاني (مظللة باللون الأخضر) تتأهل إلى دور خروج المغلوب.

### المجموعة أ
| فريق    | نقاط | فرق | عليه | له | خ | ت | ف | لعب |
| ------- | ---- | --- | ---- | -- | - | - | - | --- |
| فرنسا   | 6    | 5+  | 0    | 5  | 0 | 0 | 2 | 2   |
| ألمانيا | 6    | 2+  | 1    | 3  | 0 | 0 | 2 | 2   |
| نيجيريا | 0    | 2−  | 2    | 0  | 2 | 0 | 0 | 2   |
| كندا    | 0    | 5−  | 6    | 1  | 2 | 0 | 0 | 2   |

| نيجيريا | 1 - 0 | فرنسا    |
| ------- | ----- | -------- |
|         | تقرير | ديلي 56' |

| ألمانيا                              | 1 – 2 | كندا        |
| ------------------------------------ | ----- | ----------- |
| غاريفريكس 10' · أوكوينو دا مبابي 42' | تقرير | سينكلير 82' |

| كندا | 4 – 0 | فرنسا                                 |
| ---- | ----- | ------------------------------------- |
|      | تقرير | ثيني 24'، 60' · أبيلي 66' · ثوميس 83' |

| ألمانيا    | 0 – 1 | نيجيريا |
| ---------- | ----- | ------- |
| لاودير 54' | تقرير |         |

| فرنسا | 2/4 | ألمانيا |
| ----- | --- | ------- |
|       |     |         |

{{صندوق كرة قدم
|موعد= 5 يوليو 2011
|وقت= 20.45 
|فريق1=  كندا
|نتيجة= 0-1
|تقرير=
|فريق2= نيجيريا 
|أهداف1=
|أهداف2= نيكوشي  84'
|الملعب= ملعب غلوكغاس، درسدن
|عدد الحضور= 13,638
|الحكم=فينو فاليفولي ([[اتحاد جزر الفيجي لكرة القدم|جزر فيجي

### المجموعة ب
| فريق      | نقاط | فرق | عليه | له | خ | ت | ف | لعب |
| --------- | ---- | --- | ---- | -- | - | - | - | --- |
| اليابان   | 3    | 1+  | 1    | 2  | 0 | 0 | 1 | 1   |
| المكسيك   | 1    | 0   | 1    | 1  | 0 | 1 | 0 | 1   |
| إنجلترا   | 1    | 0   | 1    | 1  | 0 | 1 | 0 | 1   |
| نيوزيلندا | 0    | 1−  | 2    | 1  | 1 | 0 | 0 | 1   |

| اليابان                 | 1 – 2 | نيوزيلندا |
| ----------------------- | ----- | --------- |
| ناغاساتو 6' · مياما 68' | تقرير | هيرن 12'  |

| المكسيك     | 1 – 1 | إنجلترا     |
| ----------- | ----- | ----------- |
| أوكامبو 33' | تقرير | ويليامز 21' |

| اليابان | ضد | المكسيك |
| ------- | -- | ------- |
|         |    |         |

| نيوزيلندا | ضد | إنجلترا |
| --------- | -- | ------- |
|           |    |         |

| إنجلترا | ضد | اليابان |
| ------- | -- | ------- |
|         |    |         |

| نيوزيلندا | ضد | المكسيك |
| --------- | -- | ------- |
|           |    |         |

### المجموعة ج
| فريق             | نقاط | +/- | عليه | له | خ | ت | ف | لعب |
| ---------------- | ---- | --- | ---- | -- | - | - | - | --- |
| الولايات المتحدة | 0    | 0   | 0    | 0  | 0 | 0 | 0 | 0   |
| كوريا الشمالية   | 0    | 0   | 0    | 0  | 0 | 0 | 0 | 0   |
| كولومبيا         | 0    | 0   | 0    | 0  | 0 | 0 | 0 | 0   |
| السويد           | 0    | 0   | 0    | 0  | 0 | 0 | 0 | 0   |

| كولومبيا | v | السويد |
| -------- | - | ------ |
|          |   |        |

| الولايات المتحدة | v | كوريا الشمالية |
| ---------------- | - | -------------- |
|                  |   |                |

| السويد | v | كوريا الشمالية |
| ------ | - | -------------- |
|        |   |                |

| الولايات المتحدة | v | كولومبيا |
| ---------------- | - | -------- |
|                  |   |          |

| السويد | v | الولايات المتحدة |
| ------ | - | ---------------- |
|        |   |                  |

| كوريا الشمالية | v | كولومبيا |
| -------------- | - | -------- |
|                |   |          |

### المجموعة د
| فريق             | نقاط | +/- | عليه | له | خ | ت | ف | لعب |
| ---------------- | ---- | --- | ---- | -- | - | - | - | --- |
| البرازيل         | 0    | 0   | 0    | 0  | 0 | 0 | 0 | 0   |
| أستراليا         | 0    | 0   | 0    | 0  | 0 | 0 | 0 | 0   |
| النرويج          | 0    | 0   | 0    | 0  | 0 | 0 | 0 | 0   |
| غينيا الاستوائية | 0    | 0   | 0    | 0  | 0 | 0 | 0 | 0   |

| البرازيل | ضد | أستراليا النتيجة= 1/0 |
| -------- | -- | --------------------- |
|          |    |                       |

| النرويج | -:- | غينيا الاستوائية |
| ------- | --- | ---------------- |
|         |     |                  |

| البرازيل | -:- | النرويج |
| -------- | --- | ------- |
|          |     |         |

| أستراليا | -:- | غينيا الاستوائية |
| -------- | --- | ---------------- |
|          |     |                  |

| غينيا الاستوائية | -:- | البرازيل |
| ---------------- | --- | -------- |
|                  |     |          |

| أستراليا | -:- | النرويج |
| -------- | --- | ------- |
|          |     |         |

## الأدوار النهائية
|  | ربع النهائي                                                                  | ربع النهائي                                               |                                                           |                                                           | نصف النهائي | نصف النهائي |  |  | النهائي                                                   | النهائي |
|  |                                                                              |                                                           |                                                           |                                                           |             |             |  |  |                                                           |         |
|  | 9 يوليو — فولفسبورغ                                                          |                                                           |                                                           |                                                           |             |             |  |  |                                                           |         |
|  |                                                                              |                                                           |                                                           |                                                           |             |             |  |  |                                                           |         |
|  | [[تصنيف:صفحات تستخدم رمز علم غير موجود\|]] فائز الأولى                       |                                                           |                                                           |                                                           |             |             |  |  |                                                           |         |
|  | [[تصنيف:صفحات تستخدم رمز علم غير موجود\|]] فائز مباراة 25                    |                                                           |                                                           |                                                           |             |             |  |  |                                                           |         |
|  | {فرنسا على إنجلترا 1/1 ضربات ترجيحية 4 / 3كأس العالم لكرة القدم للسيدات 2011 | 10 يوليو — ليفركوزن                                       |                                                           |                                                           |             |             |  |  |                                                           |         |
|  | {فرنسا على إنجلترا 1/1 ضربات ترجيحية 4 / 3كأس العالم لكرة القدم للسيدات 2011 | 10 يوليو — ليفركوزن                                       | [[تصنيف:صفحات تستخدم رمز علم غير موجود\|]] فائز مباراة 27 |                                                           |             |             |  |  |                                                           |         |
|  | [[تصنيف:صفحات تستخدم رمز علم غير موجود\|]] فائز الثالثة                      |                                                           |                                                           |                                                           |             |             |  |  |                                                           |         |
|  |                                                                              |                                                           | 13 يوليو — مونشنجلادباخ                                   |                                                           |             |             |  |  |                                                           |         |
|  |                                                                              | [[تصنيف:صفحات تستخدم رمز علم غير موجود\|]] وصيف الرابعة   |                                                           |                                                           |             |             |  |  |                                                           |         |
|  |                                                                              |                                                           | [[تصنيف:صفحات تستخدم رمز علم غير موجود\|]] فائز مباراة 29 |                                                           |             |             |  |  |                                                           |         |
|  |                                                                              | 9 يوليو — آوغسبورغ                                        |                                                           |                                                           |             |             |  |  |                                                           |         |
|  |                                                                              | [[تصنيف:صفحات تستخدم رمز علم غير موجود\|]] فائز مباراة 30 |                                                           |                                                           |             |             |  |  |                                                           |         |
|  | [[تصنيف:صفحات تستخدم رمز علم غير موجود\|]] فائز الثانية                      |                                                           |                                                           |                                                           |             |             |  |  |                                                           |         |
|  |                                                                              |                                                           | 16 يوليو — سينسهايم                                       |                                                           |             |             |  |  |                                                           |         |
|  |                                                                              | [[تصنيف:صفحات تستخدم رمز علم غير موجود\|]] وصيف الأولى    |                                                           |                                                           |             |             |  |  |                                                           |         |
|  | [[تصنيف:صفحات تستخدم رمز علم غير موجود\|]] فائز مباراة 26                    |                                                           |                                                           |                                                           |             |             |  |  |                                                           |         |
|  |                                                                              | 10 يوليو — دريسدن                                         |                                                           |                                                           |             |             |  |  |                                                           |         |
|  |                                                                              | [[تصنيف:صفحات تستخدم رمز علم غير موجود\|]] فائز مباراة 28 | المركز الثالث                                             | المركز الثالث                                             |             |             |  |  |                                                           |         |
|  | [[تصنيف:صفحات تستخدم رمز علم غير موجود\|]] فائز الرابعة                      | [[تصنيف:صفحات تستخدم رمز علم غير موجود\|]] فائز مباراة 28 | المركز الثالث                                             | المركز الثالث                                             |             |             |  |  |                                                           |         |
|  |                                                                              |                                                           | 17 يوليو — فرانكفورت                                      |                                                           |             |             |  |  |                                                           |         |
|  |                                                                              | [[تصنيف:صفحات تستخدم رمز علم غير موجود\|]] وصيف الثالثة   |                                                           | [[تصنيف:صفحات تستخدم رمز علم غير موجود\|]] خاسر مباراة 30 |             |             |  |  |                                                           |         |
|  |                                                                              |                                                           |                                                           | [[تصنيف:صفحات تستخدم رمز علم غير موجود\|]] خاسر مباراة 30 |             |             |  |  |                                                           |         |
|  |                                                                              | 13 يوليو — فرانكفورت                                      |                                                           |                                                           |             |             |  |  |                                                           |         |
|  |                                                                              |                                                           |                                                           |                                                           |             |             |  |  |                                                           |         |
|  |                                                                              |                                                           |                                                           |                                                           |             |             |  |  | [[تصنيف:صفحات تستخدم رمز علم غير موجود\|]] خاسر مباراة 29 |         |
|  |                                                                              |                                                           |                                                           |                                                           |             |             |  |  |                                                           |         |

### ربع النهائي
| Winners of Group A [[تصنيف:صفحات تستخدم رمز علم غير موجود\|]] | Match 25 | [[تصنيف:صفحات تستخدم رمز علم غير موجود\|]] Runners-up of Group B |
| ------------------------------------------------------------- | -------- | ---------------------------------------------------------------- |
|                                                               |          |                                                                  |

| Winners of Group B [[تصنيف:صفحات تستخدم رمز علم غير موجود\|]] | Match 26 | [[تصنيف:صفحات تستخدم رمز علم غير موجود\|]] Runners-up of Group A |
| ------------------------------------------------------------- | -------- | ---------------------------------------------------------------- |
|                                                               |          |                                                                  |

| Winners of Group C [[تصنيف:صفحات تستخدم رمز علم غير موجود\|]] | Match 27 | [[تصنيف:صفحات تستخدم رمز علم غير موجود\|]] Runners-up of Group D |
| ------------------------------------------------------------- | -------- | ---------------------------------------------------------------- |
|                                                               |          |                                                                  |

| Winners of Group D [[تصنيف:صفحات تستخدم رمز علم غير موجود\|]] | Match 28 | [[تصنيف:صفحات تستخدم رمز علم غير موجود\|]] Runners-up of Group C |
| ------------------------------------------------------------- | -------- | ---------------------------------------------------------------- |
|                                                               |          |                                                                  |

### نصف النهائي
| Winners of Match 25 [[تصنيف:صفحات تستخدم رمز علم غير موجود\|]] | Match 29 | [[تصنيف:صفحات تستخدم رمز علم غير موجود\|]] Winners of Match 27 |
| -------------------------------------------------------------- | -------- | -------------------------------------------------------------- |
|                                                                |          |                                                                |

| Winners of Match 26 [[تصنيف:صفحات تستخدم رمز علم غير موجود\|]] | Match 30 | [[تصنيف:صفحات تستخدم رمز علم غير موجود\|]] Winners of Match 28 |
| -------------------------------------------------------------- | -------- | -------------------------------------------------------------- |
|                                                                |          |                                                                |

### مباراة المركز الثالث
| Losers of Match 29 [[تصنيف:صفحات تستخدم رمز علم غير موجود\|]] | Match 31 | [[تصنيف:صفحات تستخدم رمز علم غير موجود\|]] Losers of Match 30 |
| ------------------------------------------------------------- | -------- | ------------------------------------------------------------- |
|                                                               |          |                                                               |

### النهائي
| Winners of Match 29 [[تصنيف:صفحات تستخدم رمز علم غير موجود\|]] | Match 32 | [[تصنيف:صفحات تستخدم رمز علم غير موجود\|]] Winners of Match 30 |
| -------------------------------------------------------------- | -------- | -------------------------------------------------------------- |
|                                                                |          |                                                                |